# Stufărișurile de la Sic
Stufărișurile de la Sic alcătuiesc o arie protejată de interes național ce corespunde categoriei a IV-a IUCN (rezervație naturală de tip avifaunistic) situată în județul Cluj, pe teritoriul administrativ al comunei Sic.

## Localizare
Aria naturală se află în partea nord-estică a județului Cluj și cea sud-estică a satului Sic pe Valea Fizeșului, în imediata apropiere a drumului județean (DJ109D) care leagă localitatea Jucu de Sus de Nicula.

## Descriere
Rezervația naturală a fost declarată arie protejată prin Legea Nr.5 din 6 martie 2000, publicată în Monitorul Oficial al României, Nr. 152 din 12 aprilie 2000 (privind aprobarea Planului de amenajare a teritoriului național - Secțiunea a III-a - zone protejate) și se întinde pe o suprafață de 2 hectare.

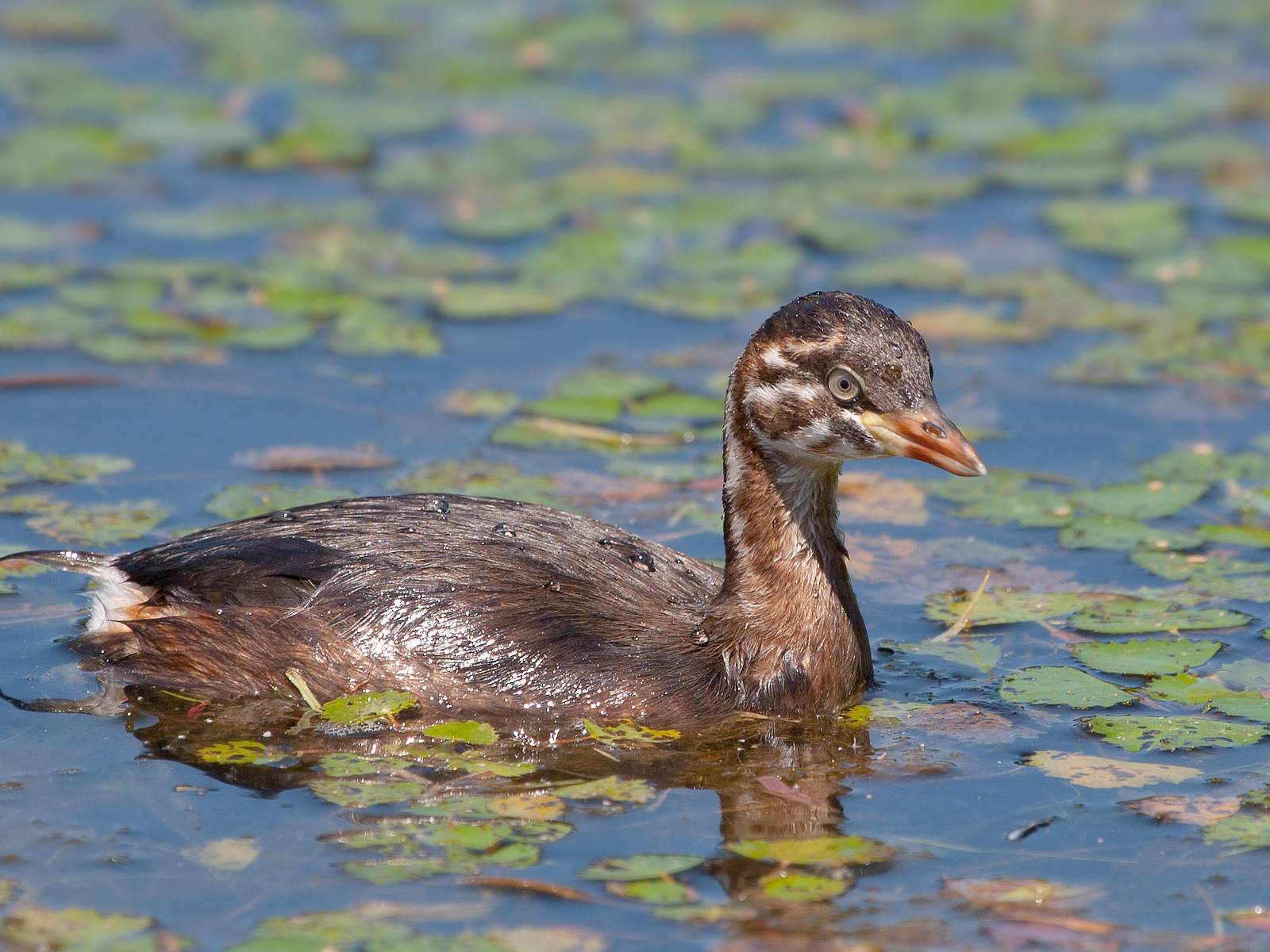
corcodelul mic (Tachybaptus ruficollis)

Aria protejată reprezintă o zonă umedă în lunca văii Fizeșului (afluent de dreapta al Someșului Mic) alcătuită din mlaștini, iazuri și luciu de apă, cu vegetație de stuf și papură. 
Stufărișurile de la Sic adăpostesc și asigură condiții de hrană, cuibărire și viețuire pentru o mare diversitate de păsări migratoare de baltă, de pasaj sau sedentare, printre care: corcodelul mic (Tachybaptus ruficollis), buhaiul de baltă (Botaurus stellaris), stârcul cenușiu (Ardea cinerea), lișiță (cu specii de Fulica atra și Gallinula chloropus), presură (o specie din familia Emberizidae), cufundarul polar (Gavia arctica), nagâțul (Vanellus vanellus), pițigoi moțat (Aegithalos caudatus), câneparul (Acanthis cannabina), lăcarul mare (Acrocephalus arundinaceus) sau șorecarul comun (Buteo buteo). 

## Atracții turistice
În vecinătatea rezervației naturale se află mai multe obiective de interes turistic (lăcașuri de cult, monumente istorice, zone naturale), astfel:

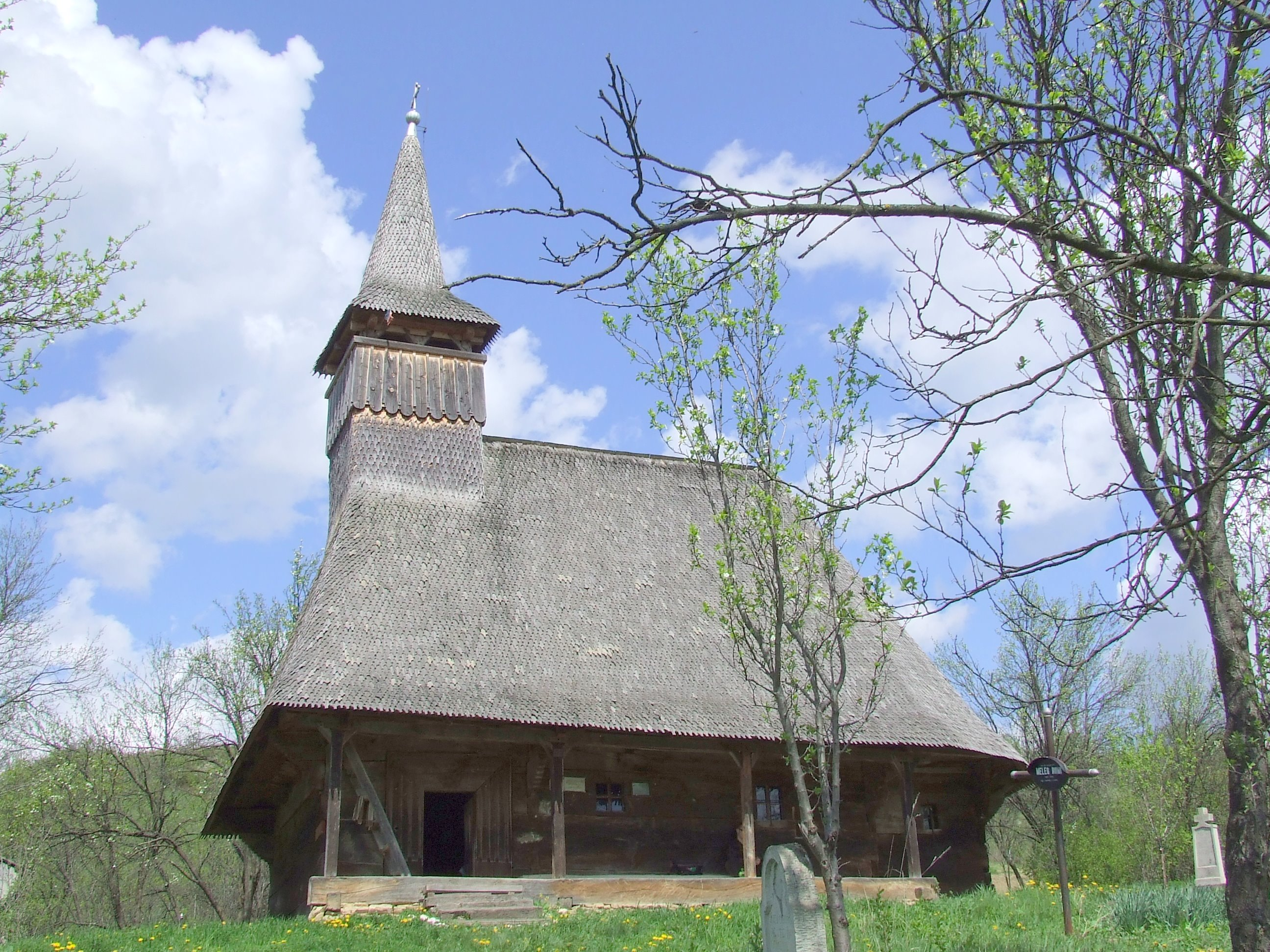
Biserica de lemn "Sf.Arhangheli Mihail și Gavriil" din satul Sic

- Biserica reformat-calvină (inițial romano-catolică) din Sic, construcție secolul al XIII-lea, monument istoric.
- Biserica "Sf. Arhangheli Mihail și Gavriil" (construcție 1731), monument istoric.
- Biserica mănăstirii franciscane (Biserica Romano-Catolică), construcție 1758-1795, monument istoric.
- Biserica de lemn "Sf. Ioan Gură de Aur", construcție 1707, monument istoric
- Rezervația naturală Lacul Știucilor

## Galerie de imagini

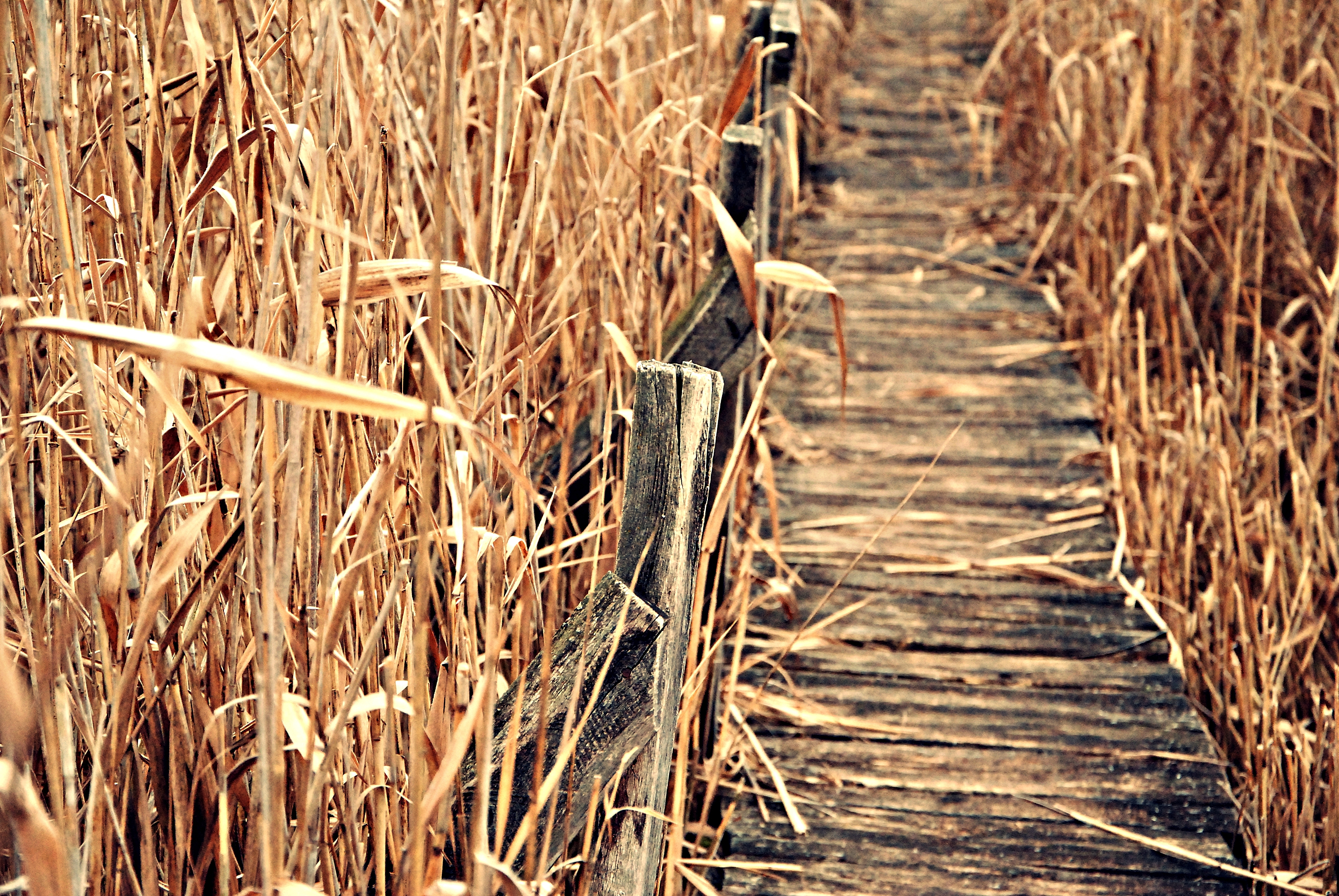
Stufărișurile de la Sic
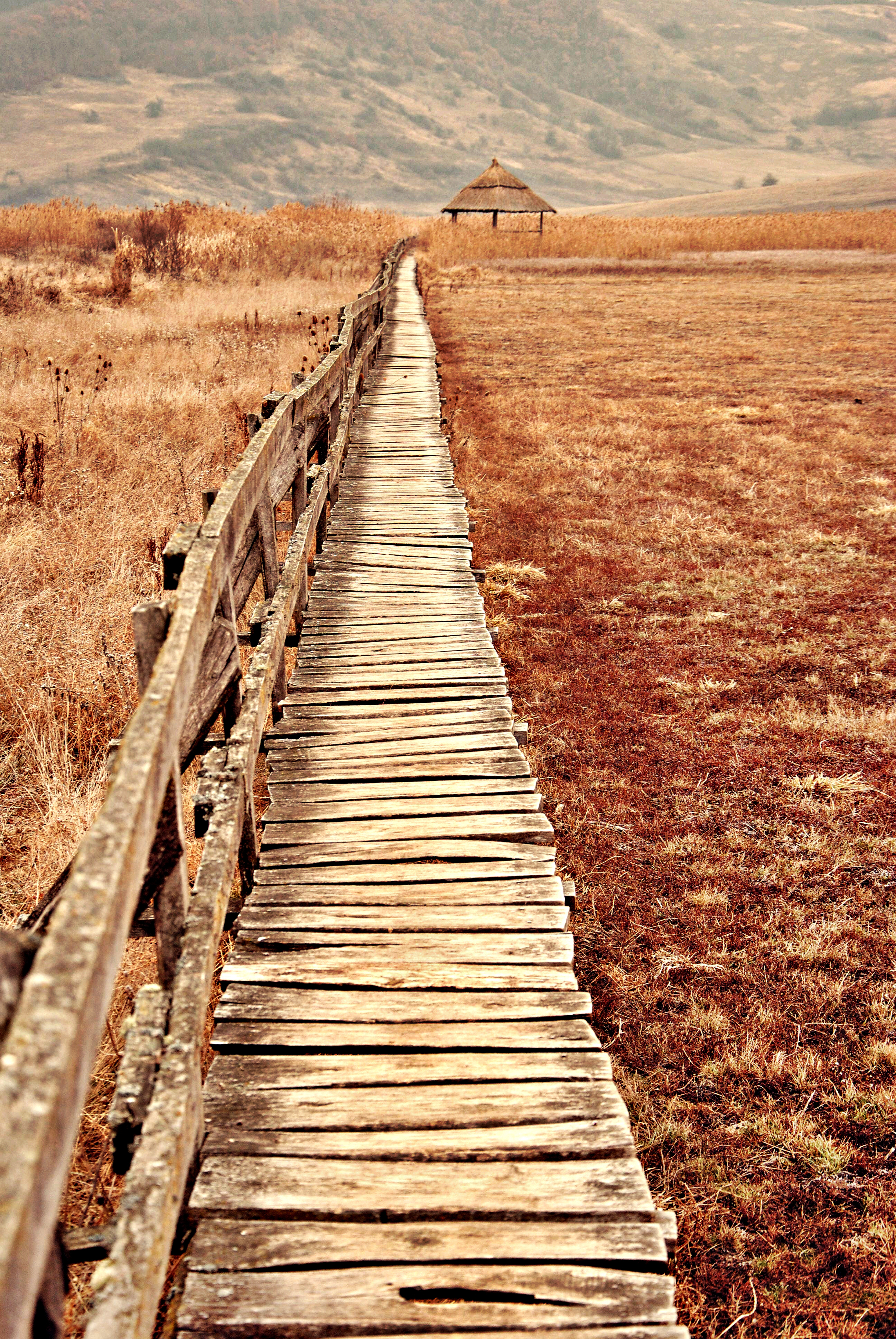
Imagine din rezervaţie